# Greene (Nueva York)
Greene es un pueblo ubicado en el condado de Chenango en el estado estadounidense de Nueva York. En 2000 la población era de 5 729 habitantes y la densidad poblacional de 29,4 personas por km².

## Geografía
Greene se encuentra ubicado en las coordenadas 42°19′52″N 75°46′23″O / 42.33111, -75.77306.

## Demografía
Según la Oficina del Censo de los Estados Unidos, en 2000 el ingreso medio por hogar en la localidad era de $ 38 333; y los ingresos medios por familia, $ 41 943. Los ingresos medios de los hombres era de $ 33 487; y los de las mujeres, $ 22 881. La renta per cápita para la localidad era de $ 17 640. Alrededor del 10,1% de la población estaba por debajo del umbral de pobreza.